# Ma loute
Ma loute is een Frans-Duitse film uit 2016, geschreven en geregisseerd door Bruno Dumont. De film ging op 13 mei in première op het filmfestival van Cannes in de competitie voor de Gouden Palm.

## Verhaal
In 1910 in de Slackbaai aan de Opaalkust verdwijnen er verscheidene toeristen op mysterieuze wijze. Inspecteur Machin leidt het onderzoek samen met zijn assistent Malfoy. Ze komen terecht in een vreemde liefdesrelatie tussen Ma Loute, de zoon van een vissersfamilie en Billie Van Peteghem, de dochter van een rijke decadente burgerlijke familie uit Lille.

## Rolverdeling
| Acteur                 | Personage              |
| ---------------------- | ---------------------- |
| Fabrice Luchini        | André Van Peteghem     |
| Juliette Binoche       | Aude Van Peteghem      |
| Valeria Bruni Tedeschi | Isabelle Van Peteghem  |
| Jean-Luc Vincent       | Christian Van Peteghem |
| Raph                   | Billie Van Peteghem    |
| Brandon Lavieville     | Ma Loute Brufort       |
| Didier Desprès         | Alfred Machin          |
| Cyril Rigaux           | Malfoy                 |